# Foot in Mouth (album, Goldfinger)
Foot in Mouth je v pořadí druhým živým albem americké ska punkové hudební skupiny Goldfinger. Bylo nahráváno v průběhu turné po Spojeném království roku 2001. Obsahuje skladby z předchozích alb, skladby, které se v budoucnosti objeví na albu Open Your Eyes a také cover verzi skladby Smiling od skupiny Operation Ivy. Skladby byly nahrávány v Bristolu (skladba 7), Birminghamu (skladby 3 a 10), Londýně (skladby 4, 5, 6, 8, 9, 14, 15), Nottinghamu (skladba 14) a Portsmouthu (skladby 1, 2, 11, 12). CD obsahuje také video pro skladbu Free Me (skladba o zvířecích právech) a pro skladbu San Simeon za použití fotografií skupiny z turné.

## Seznam skladeb
| Pořadí         | Název                 | Délka |
| -------------- | --------------------- | ----- |
| 1.             | Question              | 3:43  |
| 2.             | Counting the Days     | 3:40  |
| 3.             | I'm Down              | 2:17  |
| 4.             | San Simeon            | 3:10  |
| 5.             | Going Home            | 1:43  |
| 6.             | My Head               | 3:14  |
| 7.             | Mable                 | 2:38  |
| 8.             | The Darrin Experience | 2:26  |
| 9.             | Superman              | 3:18  |
| 10.            | S.M.P                 | 0:54  |
| 11.            | 99 Red Balloons       | 3:32  |
| 12.            | Donut Dan             | 1:01  |
| 13.            | King for a Day        | 3:21  |
| 14.            | Miles Away            | 3:18  |
| 15.            | Smiling               | 2:06  |
| 16.            | (Hidden Track)        | 0:45  |
| Celková délka: | Celková délka:        | 43:21 |

## Osoby
- John Feldmann - zpěv, rytmická kytara
- Charlie Paulson - kytara
- Darrin Pfeiffer - zpěv, doprovodné vokály
- Kelly LeMieux - basová kytara, doprovodné vokály